# Domenico Montrone
Domenico Montrone (Modugno, 1 de maio de 1986) é um remador italiano, medalhista olímpico.

## Carreira
Montrone competiu nos Jogos Olímpicos de 2016, no Rio de Janeiro, onde conquistou a medalha de bronze com a equipe da Itália do quatro sem.